# Линдберг, Кристина
Бритт Кристина Маринетт Линдберг (швед. Christina Lindberg; родилась 6 декабря 1950 года в Гётеборге, Швеция) — шведская журналистка, известная на международном уровне в качестве актрисы и гламурной модели в конце 1960-х и начале 1970-х годов.

## Биография
Линдберг выросла в доме рабочего в Аннедале (Гётеборг), вместе со своей сестрой и тремя братьями. Она изучала латынь в школе и мечтала продолжить обучение в области археологии .

## Модельная карьера
В старших классах (ей было около 18 лет), после того, как привлекла некоторое внимание, позируя в купальных костюмах для газет, она стала обнажаться для мужских журналов, таких как FIB aktuellt и Lektyr. Позже она появилась в мужских журналах, таких как Penthouse (Великобритания), Playboy (США), Lui (Франция) и Mayfair (Великобритания). Она была в списке моделей в июньском номере журнала « Пентхаус» 1970 года.

## Кино карьера
Линдберг снялась в 23 художественных фильмах, большинство из которых — эротика. Её первый фильм был американского производства (Maid in Sweden), снятый в Швеции с участием шведского состава. Она получила свою вторую роль в комедии Яна Холлдоффа Rötmånad, которая была выпущена в 1970 году. Фильм посмотрели более 250 000 шведов, и фильм имел коммерческий успех. Её третий фильм «Экспонерад» создал большой ажиотаж на Каннском фестивале в 1971 году и превратил её в международную знаменитость.
Затем последовала длинная серия фильмов об эксплуатации, многие из которых были сняты в Германии и Японии. В рамках маркетинговой кампании Exponerad она также отправилась в рекламную поездку в Японию, впоследствии которой её пригласили сниматься в японских фильмах об эксплуатации. В Японии она сыграла главную роль в классическом фильме Норифуми Сузуки «Pink & Sex» . В 1972 году она снялась в роли Мадлен в скандальном фильме Бо А. Вибениуса «Триллер — жестокое кино» . Режиссёр Квентин Тарантино выразил свое восхищение как фильмом, так и игрой Линдберг , а позже Мадлен послужила вдохновением для персонажа Дэрил Ханны в фильмах Тарантино «Убить Билла».
Линдберг не нравилось, что обнаженные картины становились все более откровенными, и во время съемок «Флосси» Джерарда Дамиано (AKA Natalie) — не путать с одноимённым фильмом 1974 года, который был снят Маком Альбергом, — она покинула съемочную площадку и вернулась домой в Швецию. Дамиано убедил Линдберг уйти, потому что он знал, что это будет хардкорный фильм. В течение нескольких лет немецкий продюсер пытался вернуть её в попытке завершить фильм. Согласно Videooze (№ 8, 1996), около 1000 метров фильма было снято Дамиано. Производство остановлено и пока ещё не возобновлялось.
После долгого отсутствия на актёрском поприще она появилась в фильме ужасов режиссёра Адриана Гарсиа Боглиано «Svart Cirkel» в 2018 году.

## Посткинематографическая карьера
В книге Даниэля Экерота «Шведские сенсационные фильмы: тайная история секса, триллеров и кинотеатров Kicker» Кристина Линдберг объясняет, что, оставив фильмы об эксплуатации, она занялась многими другими проектами. В 1972 году она познакомилась с будущим женихом Бо Зельбергом, а затем начала работать в его авиационном журнале Flygrevyn. Когда Зельберг умер в 2004 году, Линдберг вступила во владение и стала главным редактором крупнейшего авиационного журнала в Скандинавии. Она предприняла попытку поступить в театральную школу Сценсколан в 1975 году, взяв частные уроки у Оллегарда Уэлтона, но потерпела неудачу после того, как сдала два из трех тестов. Она продолжала позировать и писать для мужских журналов, изучая журналистику в Поппиусе, и в конечном итоге зарекомендовала себя как журналист.

## Фильмография
Примечание: фильмы перечислены в порядке их производства на основе дневника Линдберга.
| Year | Movie                                                                            | Role                             | Notes |
| ---- | -------------------------------------------------------------------------------- | -------------------------------- | --- |
| 1970 | Rötmånad (What Are You Doing After the Orgy?)                                    | Anna Bella Gustafsson            | Major supporting role |
| 1971 | Yusra                                                                            |                                  | It’s unclear whether Lindberg actually appears in this film (her scenes may have been cut) |
| 1971 | Maid in Sweden (Jena)                                                            | Inga                             | Starring role (credited as Kristina Lindberg); filmed entirely in English |
| 1971 | Smoke (1971 film)                                                                | Annie                            | Minor supporting role. Annie was based on the US comic strip character Little Orphan Annie. |
| 1971 | Exponerad (Exposed)                                                              | Lena Svensson                    | Starring role (credited as Cristina Lindberg) |
| 1972 | Every Afternoon (Swedish Wildcats)                                               | Helga                            | Brief appearances |
| 1972 | Young Playthings                                                                 | Gunilla                          | Starring role |
| 1972 | Mädchen, die nach München kommen (Sex At The Olympics)                           | Anja                             | Minor supporting role |
| 1972 | Schulmädchen-Report 4. Teil — Was Eltern oft verzweifeln lässt (Campus Swingers) | Barbara Heinbach                 | Minor supporting role. The American version is 20 mins. shorter, and many of Lindberg’s scenes have been cut |
| 1973 | Liebe in drei Dimensionen (Love in 3-D)                                          | Inge                             | Minor supporting role |
| 1973 | Was Schulmädchen verschweigen (What Schoolgirls Don’t Tell)                      |                                  | Minor supporting role |
| 1973 | Jorden runt med Fanny Hill (Around The World With Fanny Hill)                    | Meatball Model                   | Brief appearances |
| 1973 | Furyô anego den: Inoshika Ochô (Sex & Fury)                                      | Christina                        | Major supporting role |
| 1973 | Poruno no joô: Nippon sex ryokô (Journey to Japan)                               | Ingrid Jacobsen                  | Major supporting role |
| 1973 | Wide Open (Sängkamrater)                                                         | Eva                              | Minor supporting role |
| 1973 | Anita — ur en tonårsflickas dagbok (Anita: Swedish Nymphet)                      | Anita                            | Starring role. There are several versions of the film, including a US version with hardcore inserts which were shot later (Lindberg didn’t participate in these scenes). The hardcore version has not been released on DVD. |
| 1974 | Thriller — en grym film (They Call Her One Eye)                                  | Madeleine/Frigga/One Eye         | Starring role |
| 1977 | 91:an och Generalernas Fnatt                                                     | Bloodsample Nurse                | Brief appearances |
| 1979 | There Is a Sunrise Every Morning                                                 | Cavegirl                         | Eco-drama/documentary |
| 1980 | Attentatet (Outrage)                                                             |                                  | Brief appearances |
| 1980 | Sverige åt svenskarna (Battle of Sweden)                                         | French Mistress                  | Brief appearances |
| 1982 | Gräsänklingar (One-Week Bachelors)                                               | Stripper (Uncredited)            | Brief appearances |
| 1993 | Christinas Svampskola                                                            | (Herself)                        | 20 min. instructional video about mushrooms |
| 2000 | Sex, lögner &amp; videovåld (Sex, Lies & Videoviolence)                          | Frigga/Madeleine/One Eye (Cameo) | A non-commercial video parody of a variety of well known movies. Made by Swedish film fans working themselves in movie and entertainment business, shot in 1990—1993                                                        |